# Gagea bohemica
Gagea bohemica är en liljeväxtart som först beskrevs av Johann Baptista Josef Zauschner och som fick sitt nu gällande namn av Joseph August Schultes och Julius Hermann Schultes.
Gagea bohemica ingår i Vårlökssläktet och i familjen liljeväxter. Inga underarter finns listade i Catalogue of Life.

## Bildgalleri

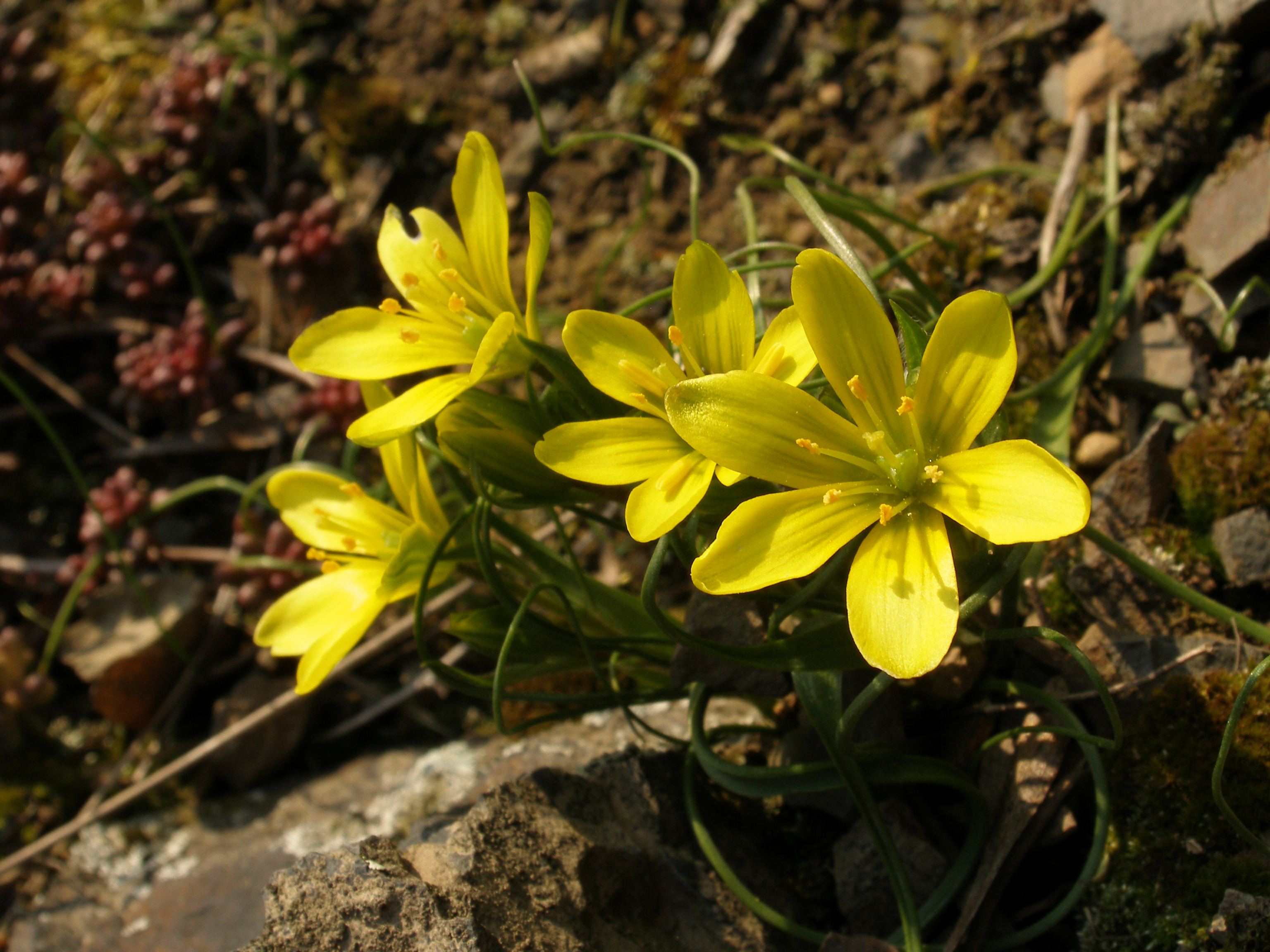
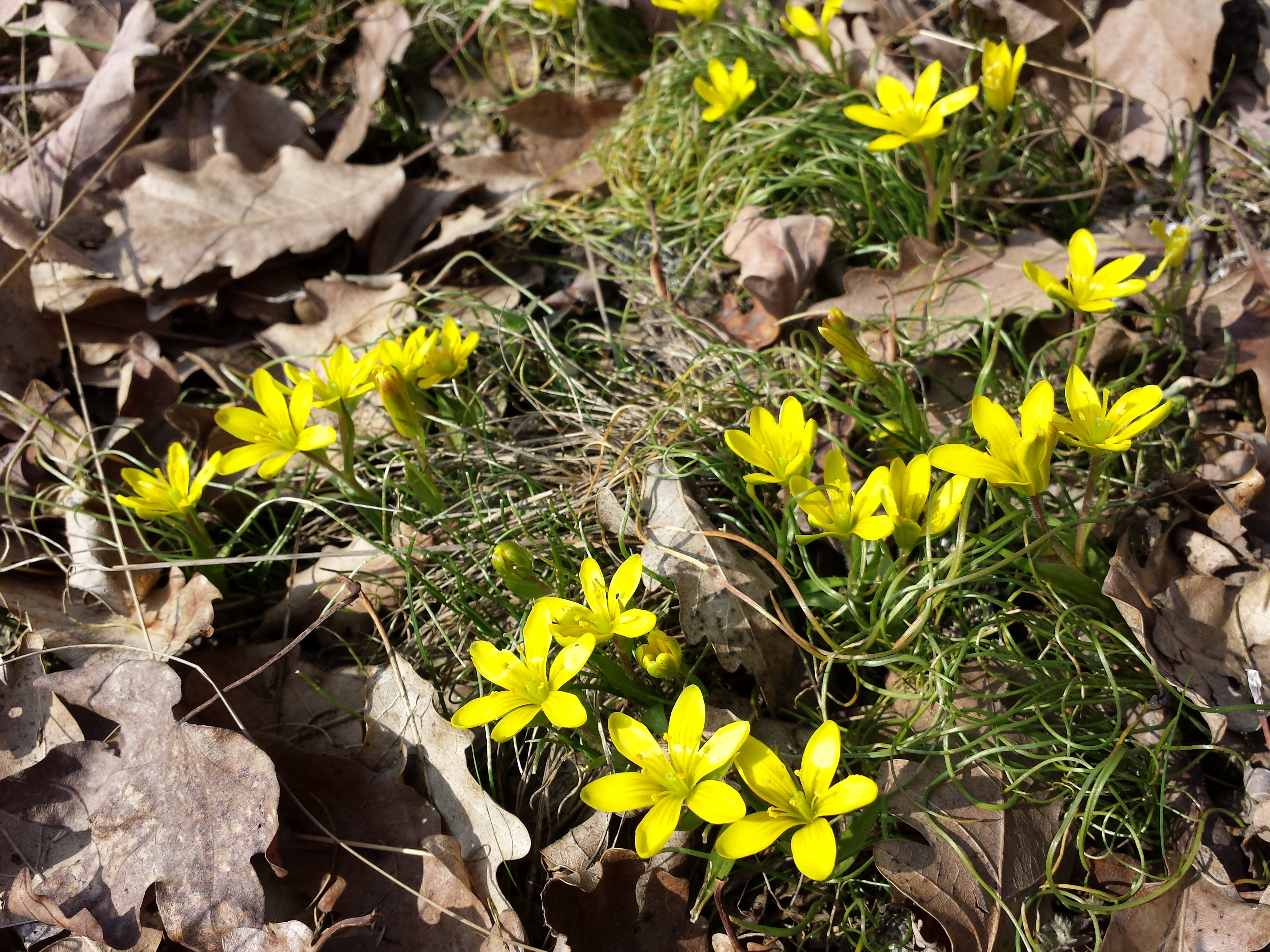
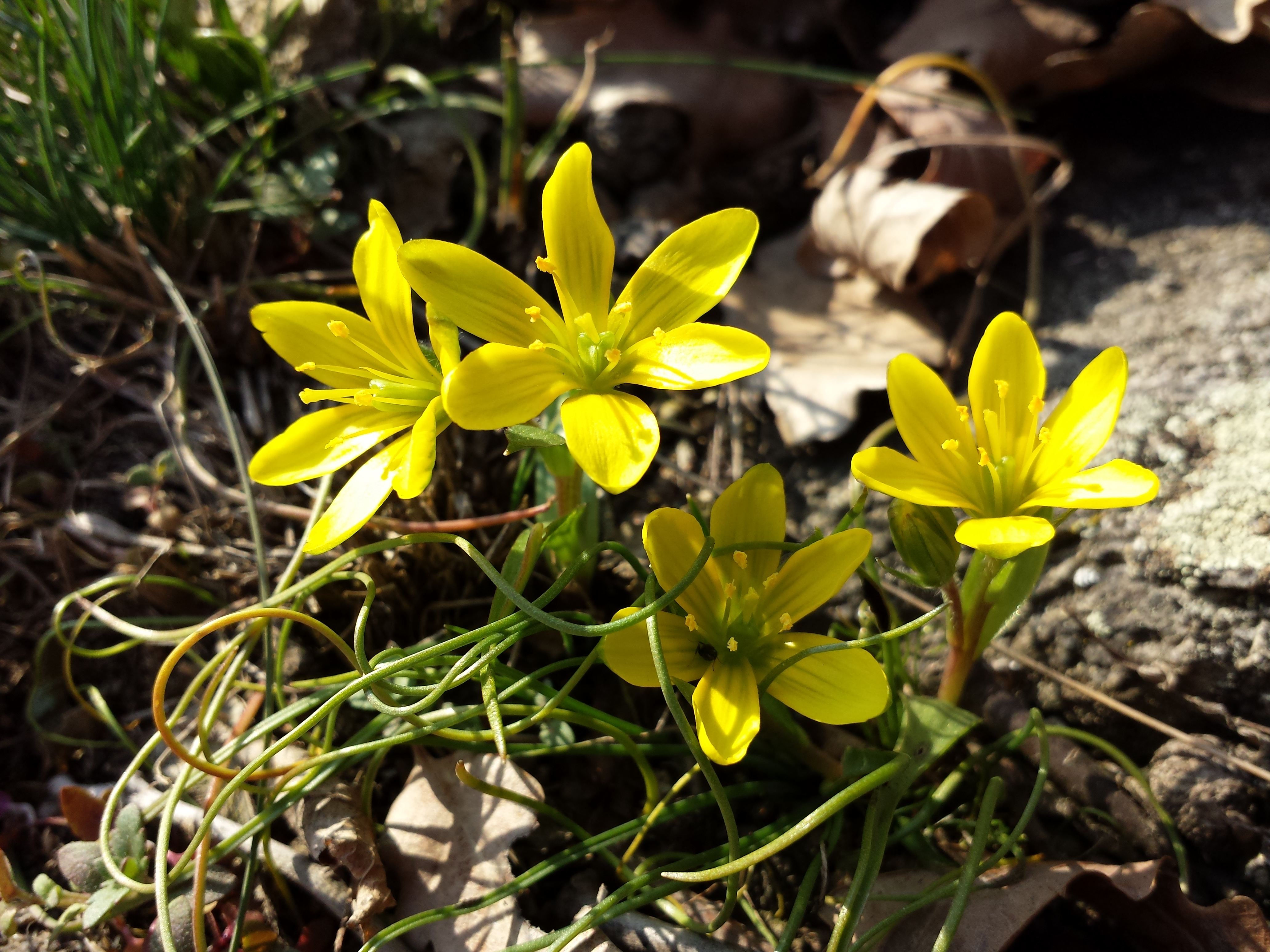
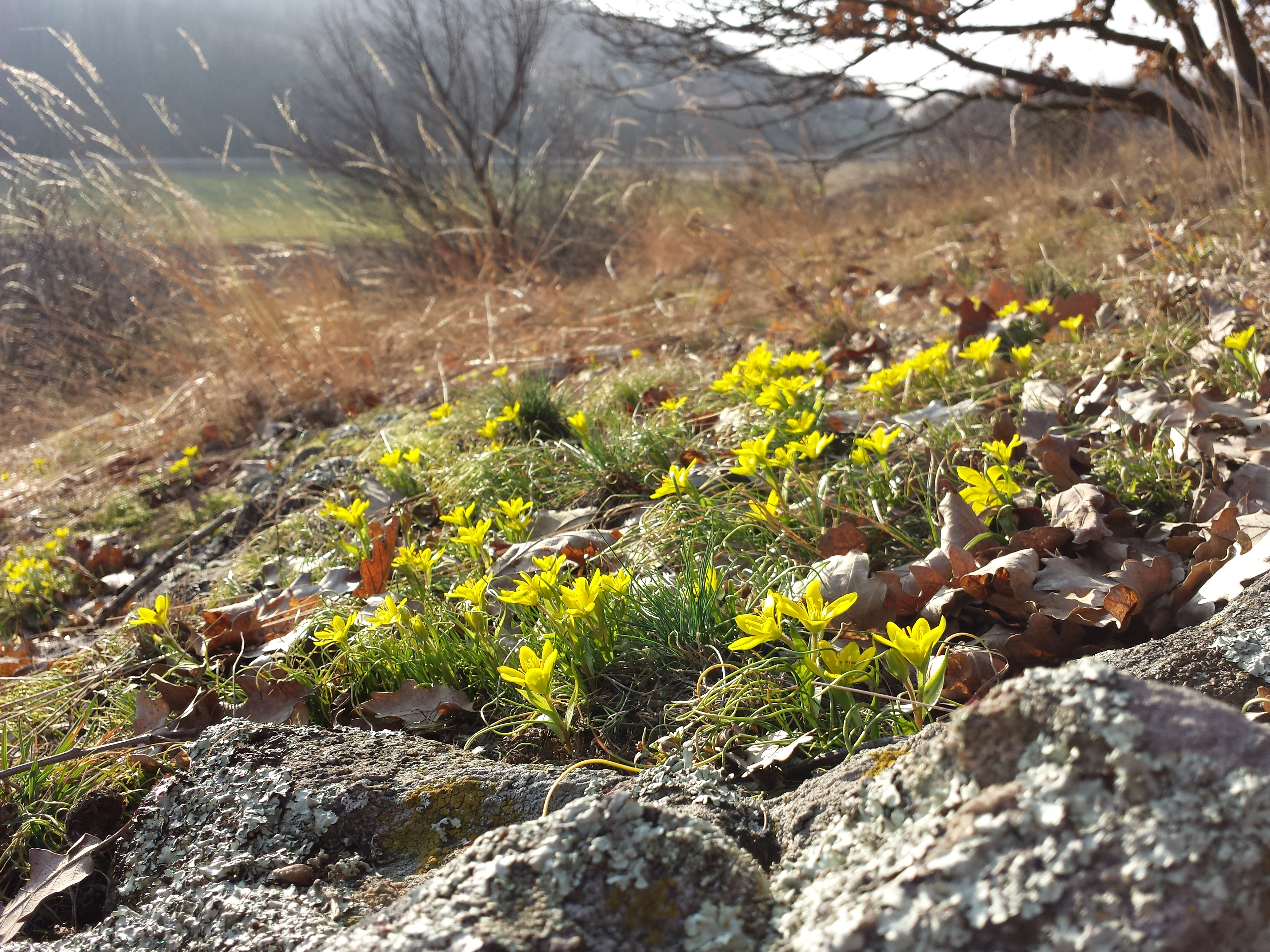
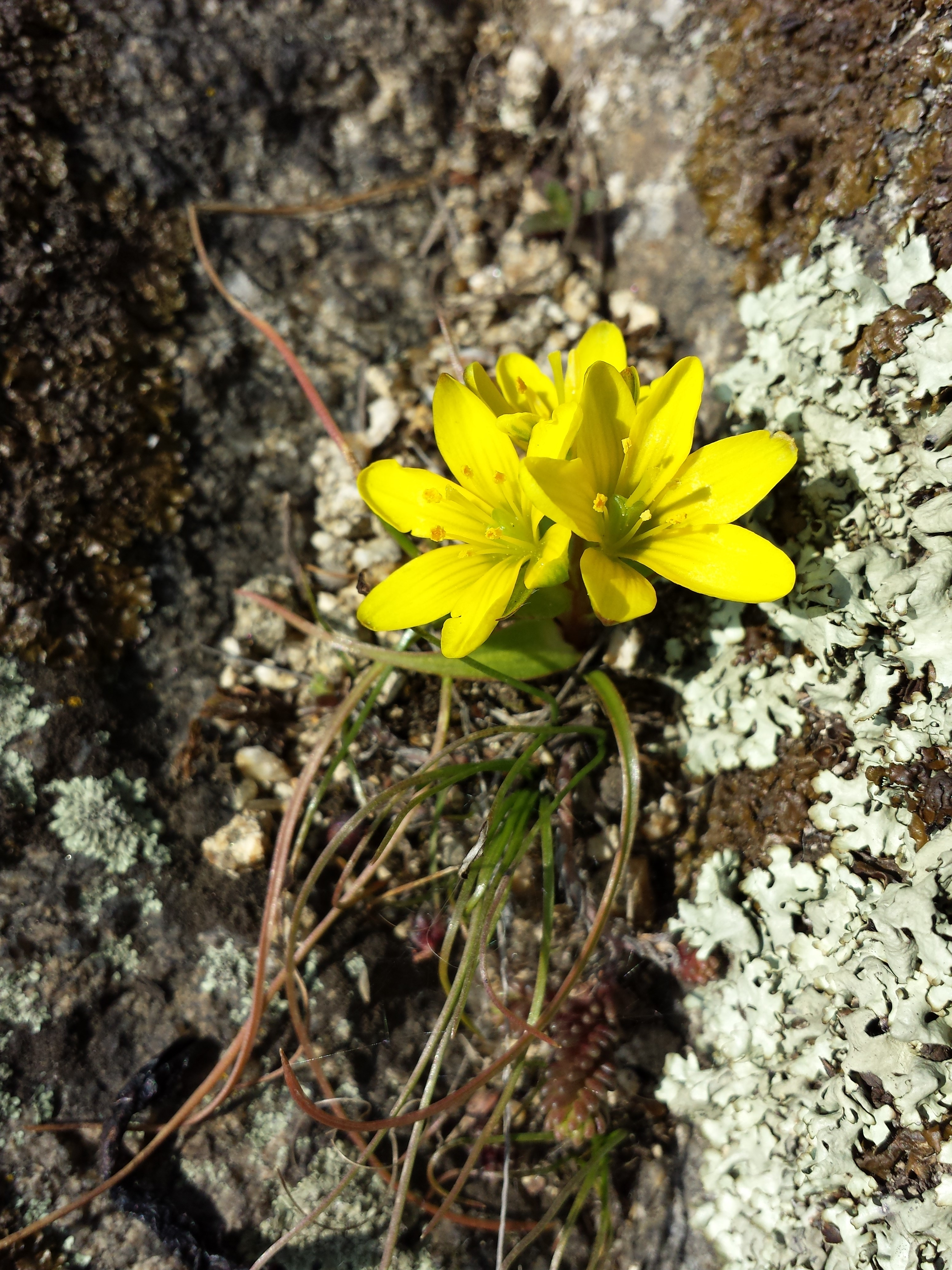
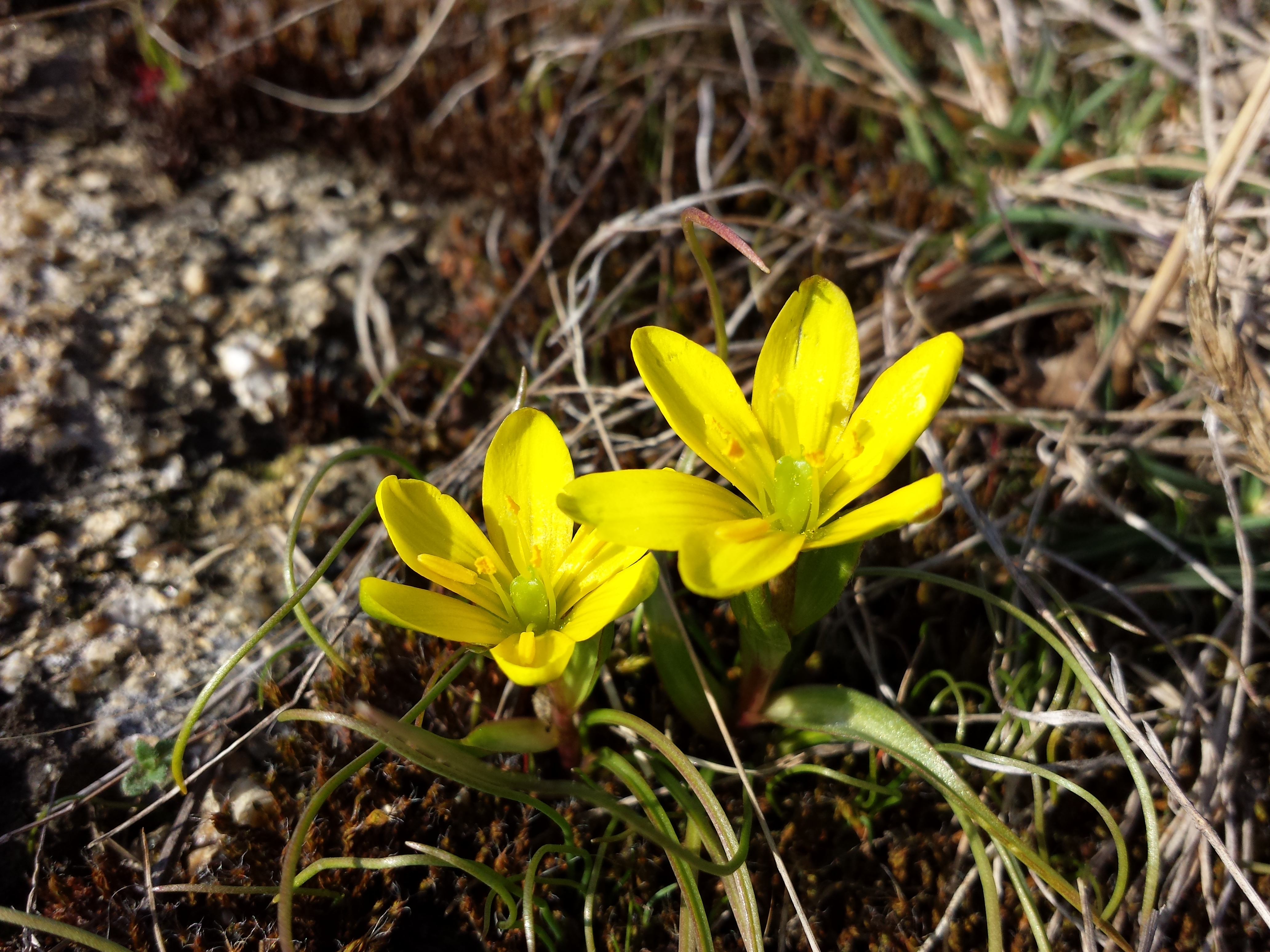